# 24939 Chiminello
24939 Chiminello (1997 JR) là một tiểu hành tinh vành đai chính.